# رینگستد
رینگستد (به لاتین: Ringsted) یک شهر در دانمارک است که در Ringsted Municipality واقع شده‌است. رینگستد ۱۳٫۷ کیلومتر مربع مساحت و ۲۲٬۸۹۸ نفر جمعیت دارد و ۵۴ متر بالاتر از سطح دریا واقع شده‌است.